# Robert Douglas (acteur)
Pour les articles homonymes, voir Robert Douglas.
Robert Douglas est un acteur, réalisateur, producteur de télévision et metteur en scène anglais, de son nom complet Robert Douglas Finlayson, né à Fenny Stratford (Buckinghamshire, Angleterre, Royaume-Uni) le 9 novembre 1909, mort à Encinitas (Californie, États-Unis) le 11 janvier 1999.

## Biographie
Robert Douglas commence sa carrière d'acteur en Angleterre, au théâtre comme au cinéma, avec toutefois quelques incursions aux États-Unis, notamment à Broadway (ainsi, les pièces The Last Enemy en 1930 et Most of the Game en 1935). En 1947, il s'installe définitivement aux États-Unis, où il continue d'être acteur, tant au cinéma qu'au théâtre, mais également à la télévision où il participe à des séries et téléfilms. Un de ses rôles les mieux connus est celui du duc Michel de Streslau dans le film Le Prisonnier de Zenda (version de 1952), aux côtés de Stewart Granger, Deborah Kerr et James Mason.
À partir de 1956 et jusqu'en 1982, il est également réalisateur, producteur et metteur en scène.

## Filmographie partielle

### Comme acteur

#### Au cinéma

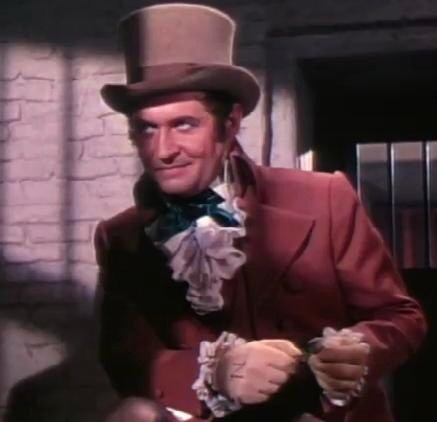
Dans La Fille des boucaniers (1950)

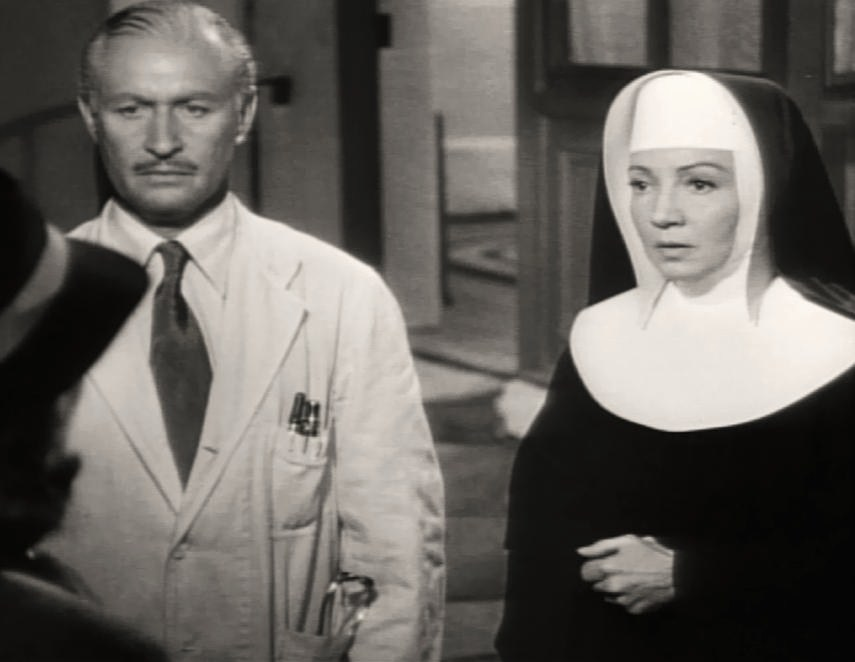
Avec Claudette Colbert, dans Tempête sur la colline (1951)

- 1931 : Many Waters (en) de Milton Rosmer : Godfrey Marvin
- 1931 : Dr. Josser, K.C. (en) de Milton Rosmer : Dick Summers
- 1933 : The Blarney Stone (en) de Tom Walls : Lord Breethorpe
- 1935 : Death Drives Through (en) d'Edward L. Cahn : Kit Woods
- 1937 : London Melody (en) d'Herbert Wilcox : Nigel Taplow
- 1938 : The Challenge (en) de Milton Rosmer : Edward Whymper
- 1939 : Mademoiselle Crésus (Over the Moon) de Thornton Freeland et William K. Howard : John Flight
- 1939 : Le lion a des ailes (The Lion has Wings) d'Adrian Brunel, Brian Desmond Hurst, Michael Powell et Alexander Korda : Briefing Officer
- 1940 : The Chinese Bungalow (en) de George King : Richard Marquess
- 1947 : Au bout du fleuve (The End of the River) de Derek N. Twist : Jones
- 1948 : Les Aventures de don Juan (The Adventures of Don Juan) de Vincent Sherman : Duke de Lorca
- 1949 : The Lady takes a Sailor de Michael Curtiz : John Tyson
- 1949 : Le Rebelle (The Fountainhead) de King Vidor : Ellsworth M. Toohey
- 1950 : La Flèche et le Flambeau (The Flame and the Arrow) de Jacques Tourneur : Marchese Alessandro de Granazia
- 1950 : Barricade de Peter Godfrey : Aubrey Milburn
- 1950 : Chasse aux espions (Spy Hunt) de George Sherman : Stephen Paradou
- 1950 : Kim de Victor Saville : Colonel Creighton
- 1950 : La Fille des boucaniers (Buccaneer's Girl) de Frederick de Cordova : Narbonne
- 1950 : Le Sous-marin mystérieux (en) (Mystery Submarine) de Douglas Sirk : Cmdr. Eric von Molter
- 1951 : Tempête sur la colline (Thunder on the Hill) de Douglas Sirk : Dr Edward Jeffreys
- 1952 : Ivanhoé (Ivanhoe) de Richard Thorpe : Sir Hugh De Bracy
- 1952 : Les Fils des Mousquetaires (A Sword's Point) de Lewis Allen : Duc de Lavalle
- 1952 : Le Prisonnier de Zenda (The Prisoner of Zenda) de Richard Thorpe : Michael, Duc de Strelsau
- 1953 : Toutes voiles sur Java (Fair Wind to Java) de Joseph Kane : Saint Ebenezer / Pulo Besar
- 1953 : Les Rats du désert (The Deserts Rats) de Robert Wise : General
- 1953 : Vol sur Tanger (Flight to Tangier) de Charles Marquis Warren : Danzer
- 1954 : La Brigade héroïque (Saskatchewan) de Raoul Walsh : Benton
- 1954 : Richard Cœur de Lion (King Richard and the Crusaders) de David Butler : Sir Giles Amaury
- 1955 : Duel d'espions (The Scarlet Coat) de John Sturges : Gal. Benedict Arnold
- 1955 : Le Seigneur de l'aventure (The Virgin Queen) d'Henry Koster : Sir Christopher Hatton
- 1956 : Hélène de Troie (Helen of Troy) de Robert Wise : Agamemnon
- 1959 : Ce monde à part (The Young Philadelphians) de Vincent Sherman : Oncle Morton Stearnes
- 1959 : Tarzan, l'homme-singe (en) (Tarzan, the Ape Man) de Joseph M. Newman : Col. James Parker
- 1968 : Cérémonie secrète (Secret Ceremony) de Joseph Losey : Sir Alex Gordon (non crédité)

#### À la télévision
Séries, sauf mention contraire :
- 1958-1959 : Alfred Hitchcock présente (Alfred Hitchcock presents)
  - Saison 3, épisode 38 The Impromptu Murder de Paul Henreid (1958)
  - Saison 5, épisode 1 Arthur d'Alfred Hitchcock (1959)
- 1960 : Le Monde merveilleux de Disney (The Wonderful World of Disney ou Disneyland)
  - Saison 6, épisodes 15 et 16 The Swamp Fox, Part I (A Case of Treason) & Part II (Redcoat Strategy)
- 1960 : Aventures dans les îles (Adventures in Paradise)
  - Saison 1, épisode 22 Une certaine île (There is an Island) et épisode 25 Mer interdite (The Forbidden Sea)
- 1972 : The Woman I love, téléfilm de Paul Wendkos
- 1975 : Columbo
  - Saison 4, épisode 4, Eaux troubles (Troubled Waters) : Dr Frank Pierce
- 1975 : L'Homme invisible
  - Saison unique, épisode 4 Un homme d'influence (Man of Influence)

### Comme réalisateur

#### Au cinéma
- 1964 : Night Train to Paris (en), avec Leslie Nielsen, Eric Pohlmann

#### À la télévision (séries)
- 1963 : Le Virginien (The Virginian)
  - Saison 1, épisode 30 The Final Hour
- 1963-1964 : Suspicion (The Alfred Hitchcock Hour)
  - Saison 1, épisode 25 The Long Silence (1963)
  - Saison 2, épisode 4 You'll be the Death (1963), épisode 22 Behind the Locked Door (1964) et épisode 27 The Sign of Satan (1964)
- 1966 : Le Fugitif (The Fugitive), première série
  - Saison 4, épisode 7 Seconde vue (Second Slight)
- 1966 : Daniel Boone
  - Saison 3, épisode 7 The Matchmaker
- 1967 : Perdus dans l'espace (Lost in Space)
  - Saison 2, épisode 18 Celui qui fabriquait les jouets (The Toymaker)
- 1967 : Mission impossible (Mission : Impossible), première série
  - Saison 1, épisode 19 Le Diamant (The Diamond)
- 1967-1968 : Les Envahisseurs (The Invaders)
  - Saison 2, épisode 11 Le Prophète (The Prophet, 1967) et épisode 18 Contre-attaque (Counterattack, 1968)
- 1967-1974 : Sur la piste du crime (The F.B.I.), 9 épisodes
- 1970 : L'Immortel (The Immortal)
  - Saison unique, épisode 5 Le Secret des Chicanos (The Legacy) et épisode 9 Prisonnier de la jungle (The Queen's Gambit)
- 1972-1973 : Cannon
  - Saison 2, épisode 12 La Partie de chasse (The Endangered Species, 1972)
  - Saison 3, épisode 6 Meurtre par procuration (Murder by Proxy, 1973), épisode 9 Le Parfait alibi (The Perfect Alibi, 1973) et épisode 12 Haute pression (Trial by Terror, 1973)
- 1972-1975 : Les Rues de San Francisco (The Streets of San Francisco)
  - Saison 1, épisode 8 Liberté conditionnelle (Timelock, 1972), épisode 9 Au milieu des étrangers (In the Midst of Strangers, 1972) et épisode 27 La Légion des épaves (Legion of the Lost, 1973)
  - Saison 3, épisode 21 L'Asile (The Asylum, 1975)
- 1976 : Los Angeles, années 30 (City of Angels)
  - Saison unique, épisode 6 La Maison de Grove Avenue (The House of Orange Grove Avenue) et épisode 10 Le Château des rêves (The Castle of Dreams)
- 1976 : Baretta
  - Saison 3, épisode 8 Dear Tony
- 1976 : Columbo
  - Saison 6, épisode 2, Meurtre à l'ancienne (Old Fashioned Murder)
- 1977 : L'Homme de l'Atlantide (The Man from Atlantis)
  - Saison unique, épisode 12 Mark et Juliette (The Naked Montague)
- 1982 : Fame
  - Saison 1, épisode 14 Le Grand Final (A Big Finish)

### Comme producteur
Séries télévisées :
- 1963-1964 : Suspicion (The Alfred Hitchcock Hour), 8 épisodes (dont les 4 sus-visés)
- 1965-1966 : Cour martiale (en) (Court Martial), 3 épisodes

## Théâtre (sélection)

### Comme acteur
À Broadway, sauf mention contraire :
- 1928 : Many Waters (en), pièce de Monckton Hoffe, avec Milton Rosmer (à Londres)
- 1929 : Badger's Green (en), pièce de R.C. Sherriff (à Londres)
- 1929 : Many Waters, pièce sus-visée, reprise, avec Francis L. Sullivan, Ernest Truex
- 1930 : The Last Enemy, pièce de Frank Harvey, avec Jessica Tandy
- 1931-1932 : Brief Moment, pièce de S.N. Behrman, avec Louis Calhern, Paul Harvey
- 1935 : Most of the Game, pièce de John Van Druten, avec Joshua Logan
- 1942 : The Time, the Place and the Girl, comédie musicale, musique de Joseph E. Howard (en), lyrics de William B. Friedlander, livret de Will M. Haugh, Frank Adams et Joseph E. Howard

### Comme metteur en scène
À Broadway exclusivement :
- 1956 : The Ponder Heart de Joseph Fields et Jerome Chodorov, avec David Wayne, Will Geer, Una Merkel
- 1956 : Affair of Honor de Bill Hoffman, avec Dennis King
- 1956 : The Loud Red Patrick de John Boruff, avec Arthur Kennedy, David Wayne (+ coproducteur)
- 1956-1957 : Uncle Willie de Julie Berns et Irving Elman, musique de scène de Sol Kaplan